# سعدين كلا (هرازبي الجنوبي)
سعدین کلا (بالفارسية: سعدین‌کلا) هي قرية تقع في إيران في قسم هرازبي الجنوبی الريفي. يقدر عدد سكانها بـ 383 نسمة بحسب إحصاء 2016.